# 広幡忠幸
広幡 忠幸（ひろはた ただゆき）は、江戸時代前期の公卿。皇族として生まれ、のちに臣籍降下して広幡家を創設し、その初代当主となった。正式の姓名は、源 忠幸（みなもと の ただゆき）である。「忠」の字は兄・八条宮智忠親王より偏諱を賜ったものであり、やがて広幡家の通字となっていった。

## 生涯
1624年（寛永元年）に正親町天皇の皇孫で八条宮家（桂宮家）の始祖である八条宮智仁親王の第三王子として八条宮邸にて生まれる。母は宮津藩主京極高知の娘常子。1649年（慶安2年）12月11日、尾張藩主・徳川義直の長女・京姫と婚約、同時に徳川義直の猶子となる。1650年（慶安3年）1月3日、加冠の儀を行い、元服する。同年2月9日、京都を出発、2月13日名古屋に到着する。以後、名古屋城で暮らす。同年2月28日、京姫と結婚する。尾張藩からは合力米3000石を献上されていた。
しかし、1660年（万治3年）4月には京都に戻り、朝廷に対し松殿家（1646年（正保3年）に途絶えていた）を再興するなどして、公家に戻ることを願う。一方、実兄の智忠親王は、皇族になることを進言した。
1663年（寛文3年）11月、霊元天皇より源姓が下賜され臣籍に下ることとなった（正親町源氏）。12月には「広幡」の家号も与えられ、新たに家を興すことが許された。広幡家の公家としての家格は村上源氏嫡流の久我家と同じく、清華家とされた。
1665年（寛文5年）に名古屋から京都へ戻り、以降は公家町に邸宅を構え、朝廷に出仕した。同年中に従三位・権中納言を拝命し、さらに左中将に任じられている。1667年（寛文7年）に正三位となり、1668年（寛文8年）には権大納言に就任したが、その翌年に薨去している。享年46。
なお、1667年（寛文7年）3月16日に広幡家の所領として近江国蒲生郡など1000石を賜っているが、豊忠の代に家禄が500石に減らされ、広幡家は以後この家禄で明治維新を迎える。

## 子女
- 正室：京姫 - 徳川義直長女
  - 長女：新君 - 徳川綱誠御簾中
  - 次女：定姫 - 徳川光友養女、有馬頼元正室
  - 三女：智姫 - 徳川光友養女、織田信武正室
  - 四女：園姫 - 徳川光友養女のち浅野長晟養女、浅野長照正室
  - 五女：清姫 - 織田信武継室
- 養子
  - 豊忠 - 久我通名長男